# Väinö Tanner (géographe)
Cet article concerne le géographe et diplomate Väinö Tanner. Pour l'homme d'État, voir Väinö Tanner.
Väinö Tanner (1881–1948) est un géographe, géologue et diplomate finlandais.
Tanner est surtout connu pour ses études sur la géologie quaternaire du nord de la Finlande.

## Biographie
Tanner obtient son diplôme de génie chimique en 1905, une maîtrise en philosophie en 1909 et un doctorat en 1914. Il a étudié les langues en Suisse, en Allemagne et en Russie, la cartographie à Stockholm et la géologie en Russie. 
À partir de 1903, il participe à des expéditions géologiques dans le nord de la Fennoscandie. Il a également étudié et enseigné la géologie et la minéralogie au centre de recherche géologique de Finlande, à l'école polytechnique d'Helsinki et à l'université d'Helsinki.
En 1910–1912 et 1914–1917, Tanner dirigea les commissions de pâturage des rennes mises en place par la Cour d'arbitrage internationale en Laponie suédoise et norvégienne.
Durant cette période il se familiarise avec la culture sami, l'élevage des rennes et aux activités de Laponie. 
En 1918, il travaille pour le ministère des Affaires étrangères dans le cadre de la crise des îles Åland et participe à l'exploration minière dans le Norrbotten suédois.
Il est un expert des pourparlers de paix de Tartu en 1920-1923 et est l'ambassadeur de la Finlande à Bucarest et en même temps en Turquie et en Grèce. 
En 1924, Tanner est nommé géologue d'État et en 1924–1931 a dirigé l'exploration de recherche de minerai à Petsamo. 
En même temps, il mène des recherches géologiques, archéologiques et de géographie culturelle,.
Tanner est nommé professeur de géographie à l'Université d'Helsinki en 1931. Dans ce poste, il étudie, entre autres, les crêtes, les mollusques fossiles de l'océan Arctique, les limites de la dernière glaciation, le rebond post-glaciaire et la végétation, et en 1937 et 1939, il a effectué deux expéditions en Amérique du Nord sur la péninsule du Labrador,.
Il est un opposant à la finnicisation de l'Université d'Helsinki.

## Écrits
- Studier över kvartärsystemet I–III (väitösk.) –IV 1906, 1907, 1914, 1930
- Voidaanko Petsamon aluetta käyttää maan hyödyksi 1927
- (sv) Väinö Tanner, Antropogeografiska studier inom Petsamo-området. I Skoltlapparna, Helsinki, Suomen maantieteellinen seura, coll. « Fennia 49:4 », 1929
- Antropogeografiska studier I 29, Die Oberflächengestaltung Finnlands 1938
- The Problem of the Eskers I–V 1928–1937
- Étude des terrasses littorales en Fennoscandie et I'homotaxie intercontinentale 1933
- (en) Väinö Tanner, Outlines of the Geography, Life and Customs of Newfoundland-Labrador, Helsinki, Suomen maantieteellinen seura, coll. « Acta Geographica 8:1 », 1944